# Giải thưởng Cikada
Giải thưởng Cikada là giải thưởng văn học được thành lập năm 2004 nhân dịp kỷ niệm 100 năm ngày sinh của nhà thơ Thụy Điển Harry Martinson - người đạt giải thưởng Nobel Văn học 1974. Giải thưởng chủ yếu được trao cho các nhà thơ Đông Á nhằm ghi nhận những đóng góp thông qua các vần thơ ca ngợi sự thiêng liêng của cuộc sống.
Tên của giải thưởng bắt nguồn từ tên tập thơ Cikada của nhà thơ Martinson, xuất bản vào năm 1953. Nhiều nhà thơ nhận giải thưởng Cikada cũng đã được đề cử giải Nobel văn học. Người được giải sẽ được nhận bằng chứng nhận, 20.000 Krona Thụy Điển và một tác phẩm nghệ thuật bằng gốm được thiết kế bởi nghệ nhân Gunilla Sundström.

## Những người đoạt giải
- So Sakon (Nhật Bản, 2004);
- Tota Kaneko (Nhật Bản 2005);
- Ko Un (Hàn Quốc, 2006);
- Shin Kyong Rim (Hàn Quốc, 2007);
- Moon Chung-hee (Hàn Quốc, 2010);
- Noriko Mizuta (Nhật Bản, 2013);
- Ý Nhi (Việt Nam, 2015);[1]
- Yang Mu (Đài Loan, 2016);
- Mai Văn Phấn (Việt Nam, 2017);[2]
- Xi Chuan (Trung Quốc, 2018).